# Tsangpoïta
La tsangpoïta és un mineral anometat en honor a Tsang-Po Yen, geòleg de l Servei Geològic Central de Taiwan i professor de l'Intsitut de Geofísica a la Universitat Central de Taiwan. És dimorf de la silicocanotita

## Característiques
La tsangpoïta és un mineral de fórmula química Ca₅(PO₄)₂(SiO₄). Cristal·litza en el sistema hexagonal. Els cristalls solen trobar-se formant creus hexagonals de poques micres de grandària.
L'exemplar que va servir per a determinar l'espècie, el que es coneix com a material tipus, es troba conservat al Museu d'Història Natural de Viena amb el codi d'inventari cn1172-nh.

## Formació i jaciments
El mineral va ser descobert al meteorit D'Orbigny, a la província de Buenos Aires (Argentina).